# Division 2 1991/92
Die Division 2 1991/92 war die 53. Austragung der zweithöchsten französischen Fußballliga. Es handelte sich seit 1970 um eine offene Meisterschaft mit Profis und Amateuren. Gespielt wurde vom 20. Juli 1991 bis zum 18. April 1992; vom 19. Dezember bis 17. Januar gab es eine Winterpause.
Zweitligameister wurden Girondins Bordeaux.

## Vereine
Teilnahmeberechtigt waren die 27 Vereine, die nach der vorangegangenen Spielzeit weder in die erste Division auf- noch in die dritte Liga (National) oder tiefer abgestiegen waren; dazu kamen drei Erstligaabsteiger und sechs Aufsteiger aus der National. Diese 36 Teilnehmer spielten in zwei überwiegend nach regionalen Gesichtspunkten eingeteilten Gruppen (eine mit Mannschaften aus dem Norden und Westen sowie eine mit Teams aus dem Süden und Osten).
Somit spielten in dieser Saison folgende Mannschaften um die Meisterschaft der Division 2: Absteiger Aufsteiger
- Gruppe A: USL Dunkerque, US Valenciennes-Anzin, Aufsteiger SC Amiens, AS Beauvais, AS Red Star, FC Rouen, Aufsteiger CS Sedan, CS Louhans-Cuiseaux, Aufsteiger Racing Ancenis, US Orléans, FC Bourges, Stade Laval, Le Mans UC, EA Guingamp, SCO Angers, FC Tours, Absteiger Brest Armorique FC, La Roche VF
- Gruppe B: Olympique Saint-Quentin, SAS Épinal, Racing Strasbourg, FC Mulhouse, FC Gueugnon, Aufsteiger FC Grenoble Isère, FC Annecy, Aufsteiger LB Châteauroux, Stade Rodez, AS Saint-Seurin, Absteiger Girondins Bordeaux, Aufsteiger FC Perpignan, Olympique Alès, FC Istres Ville Nouvelle, FC Martigues, Absteiger OGC Nizza, SC Bastia, Gazélec FCO Ajaccio

Direkt aufstiegsberechtigt waren nur die jeweiligen Gruppenersten. Dazu kam eine Relegation zwischen dem am schlechtesten platzierten Erstligisten, der nicht direkt abstieg, und dem besten, nicht direkt aufstiegsberechtigten Zweitligisten.

## Saisonverlauf
Jede Mannschaft trug gegen jeden Gruppengegner ein Hin- und ein Rückspiel aus, einmal vor eigenem Publikum und einmal auswärts. Es galt die Zwei-Punkte-Regel; bei Punktgleichheit gab die Tordifferenz den Ausschlag für die Platzierung. In Frankreich wird bei der Angabe des Punktverhältnisses ausschließlich die Zahl der Pluspunkte genannt; hier geschieht dies in der in Deutschland zu Zeiten der 2-Punkte-Regel üblichen Notation.
Die drei aus finanziellen Gründen vor Saisonbeginn in die zweite Division zwangsversetzten Klubs bewältigten diese Situation sehr unterschiedlich: Bordeaux kehrte prompt in die höchste Spielklasse zurück, während der nach Liquidation ebenfalls neugegründete OGC Nizza in der Gruppentabelle einen mittleren Rang belegte. Brest hingegen bestritt noch wenige Spiele, meldete dann Konkurs an und durfte am Spielbetrieb nicht mehr teilnehmen; die bereits gespielten Partien wurden annulliert. Von den sechs Drittligaaufsteigern platzierte sich die Hälfte im jeweiligen Mittelfeld ihrer Spielstaffel, und mit Grenoble traf der sofortige Wiederabstieg nur einen dieser „Neulinge“. Insgesamt blieben die Attraktivität der Division 2, die Spielstärke und die Finanzkraft ihrer meisten Klubs auf niedrigem Niveau konstant, so dass von Seiten des Verbands im Verlauf dieser Saison eine Liga-Reorganisation zur übernächsten Spielzeit auf den Weg gebracht wurde.
In den 578 Begegnungen wurden 1.286 Treffer erzielt; das entspricht einem Mittelwert von gut 2,2 Toren je Spiel. Erfolgreichste Torschützen waren in Gruppe A Jean-Pierre Orts aus Rouen mit 22 und in Gruppe B Didier Monczuk (Strasbourg) mit 21 Treffern; die Liga-Torjägerkrone gewann somit Orts. Zur folgenden Spielzeit kamen mit Stade Rennes, AS Cannes und AS Nancy drei Absteiger aus der Division 1 hinzu; aus der dritthöchsten Liga stiegen fünf Mannschaften auf, nämlich OFC Charleville, US Créteil, FC Lorient, Chamois Niort und ASOA Valence.

## Abschlusstabellen

### Gruppe A
| Pl. | Verein                 | Sp. | S  | U  | N  | Tore    | Diff. | Punkte |
| --- | ---------------------- | --- | -- | -- | -- | ------- | ----- | ------ |
| 1.  | US Valenciennes-Anzin  | 32  | 16 | 12 | 4  | 041:200 | +21   | 44:20  |
| 2.  | SCO Angers             | 32  | 17 | 7  | 8  | 050:250 | +25   | 41:23  |
| 3.  | Le Mans UC             | 32  | 11 | 15 | 6  | 032:240 | +8    | 37:27  |
| 4.  | CS Cuiseaux-Louhans    | 32  | 13 | 10 | 9  | 039:310 | +8    | 36:28  |
| 5.  | Stade Laval            | 32  | 14 | 8  | 10 | 036:290 | +7    | 36:28  |
| 6.  | EA Guingamp            | 32  | 13 | 9  | 10 | 036:390 | −3    | 35:29  |
| 7.  | FC Rouen               | 32  | 13 | 8  | 11 | 052:380 | +14   | 34:30  |
| 8.  | FC Bourges             | 32  | 12 | 9  | 11 | 036:350 | +1    | 33:31  |
| 9.  | FC Tours               | 32  | 12 | 9  | 11 | 036:470 | −11   | 33:31  |
| 10. | USL Dunkerque          | 32  | 9  | 13 | 10 | 032:340 | −2    | 31:33  |
| 11. | Racing Ancenis (N)     | 32  | 10 | 11 | 11 | 021:250 | −4    | 31:33  |
| 12. | AS Beauvais            | 32  | 8  | 13 | 11 | 036:290 | +7    | 29:35  |
| 13. | AS Red Star            | 32  | 6  | 15 | 11 | 025:300 | −5    | 27:37  |
| 14. | La Roche VF            | 32  | 7  | 12 | 13 | 025:420 | −17   | 26:38  |
| 15. | CS Sedan (N)           | 32  | 7  | 11 | 14 | 022:380 | −16   | 25:39  |
| 16. | SC Amiens (N)          | 32  | 6  | 12 | 14 | 026:430 | −17   | 24:40  |
| 17. | US Orléans             | 32  | 5  | 12 | 15 | 026:420 | −16   | 22:42  |
| 18. | Brest Armorique FC (A) | 0   | 0  | 0  | 0  | 000:000 | ±0    | 0:0    |

Platzierungskriterien: 1. Punkte – 2. Tordifferenz – 3. geschossene Tore

| (A) | Absteiger aus der Division 1 1990/91 |
| (N) | Neuaufsteiger                        |

### Gruppe B
| Pl. | Verein                   | Sp. | S  | U  | N  | Tore    | Diff. | Punkte |
| --- | ------------------------ | --- | -- | -- | -- | ------- | ----- | ------ |
| 1.  | Girondins Bordeaux (A)   | 34  | 22 | 8  | 4  | 055:240 | +31   | 52:16  |
| 2.  | Racing Strasbourg        | 34  | 20 | 9  | 5  | 075:260 | +49   | 49:19  |
| 3.  | FC Istres Ville Nouvelle | 34  | 18 | 12 | 4  | 053:300 | +23   | 48:20  |
| 4.  | SC Bastia                | 34  | 16 | 7  | 11 | 056:460 | +10   | 39:29  |
| 5.  | Gazélec FCO Ajaccio      | 34  | 14 | 9  | 11 | 040:430 | −3    | 37:31  |
| 6.  | Stade Rodez              | 34  | 12 | 12 | 10 | 043:350 | +8    | 36:32  |
| 7.  | FC Perpignan (N)         | 34  | 11 | 13 | 10 | 031:340 | −3    | 35:33  |
| 8.  | LB Châteauroux (N)       | 34  | 10 | 15 | 9  | 027:320 | −5    | 35:33  |
| 9.  | OGC Nizza (A)            | 34  | 11 | 12 | 11 | 040:400 | ±0    | 34:34  |
| 10. | Olympique Alès           | 34  | 9  | 14 | 11 | 031:310 | ±0    | 32:36  |
| 11. | FC Mulhouse              | 34  | 11 | 9  | 14 | 042:450 | −3    | 31:37  |
| 12. | FC Gueugnon              | 34  | 11 | 9  | 14 | 034:430 | −9    | 31:37  |
| 13. | SAS Épinal               | 34  | 10 | 10 | 14 | 039:520 | −13   | 30:38  |
| 14. | FC Martigues             | 34  | 6  | 16 | 12 | 038:480 | −10   | 28:40  |
| 15. | FC Annecy                | 34  | 6  | 14 | 14 | 031:390 | −8    | 26:42  |
| 16. | AS Saint-Seurin          | 34  | 5  | 15 | 14 | 026:430 | −17   | 25:43  |
| 17. | FC Grenoble Isère (N)    | 34  | 8  | 9  | 17 | 025:460 | −21   | 25:43  |
| 18. | Olympique Saint-Quentin  | 34  | 4  | 11 | 19 | 029:580 | −29   | 19:49  |

Platzierungskriterien: 1. Punkte – 2. Tordifferenz – 3. geschossene Tore

| (A) | Absteiger aus der Division 1 1990/91 |
| (N) | Neuaufsteiger                        |

## Ermittlung des Meisters
Die beiden Gruppensieger trafen in Hin- und Rückspiel aufeinander, um den diesjährigen Meister der Division 2 zu ermitteln. Dabei gewann Bordeaux sein Heimspiel mit 4:0 und auch in Valenciennes mit 3:2, so dass der Zwangsabsteiger des vorangegangenen Jahres sich die Zweitligameisterschaft sichern konnte.
| Gruppe B           | Gesamt | Gruppe A              | Hinspiel | Rückspiel |
| ------------------ | ------ | --------------------- | -------- | --------- |
| Girondins Bordeaux | 7:2    | US Valenciennes-Anzin | 4:0      | 3:2       |

## Relegation
Die Gruppenzweiten und -dritten kämpften in einer zweistufigen Ausscheidung darum, wer von ihnen gegen den Erstliga-18. Stade Rennes FC um einen weiteren Aufstiegsplatz in die höchste Spielklasse spielen durfte. Zunächst trafen die beiden Gruppenzweiten in einem einzigen Spiel jeweils auf den Dritten der anderen Gruppe; hierbei setzten sich Strasbourg gegen Le Mans mit 3:1 und Angers gegen Istres mit 1:0 nach Verlängerung durch und trafen anschließend – nun wieder in Hin- und Rückspiel – aufeinander. Dabei spielten die Kontrahenten in Angers 1:1 und in Strasbourg 0:0; nach der Auswärtstorregel waren die Elsässer damit qualifiziert.
Danach spielte Strasbourg in der Bretagne 0:0, gewann im Rückspiel mit 4:1 und stieg damit als dritter Zweitdivisionär auf.
|                                 | Ergebnis  |                                        |
| ------------------------------- | --------- | -------------------------------------- |
| SCO Angers (2. Gruppe A)        | 1:0 n. V. | FC Istres Ville Nouvelle (3. Gruppe B) |
| Racing Strasbourg (2. Gruppe B) | 3:1       | Le Mans UC (3. Gruppe A)               |

| Sieger Spiel 1 | Gesamt    | Sieger Spiel 2    | Hinspiel | Rückspiel |
| -------------- | --------- | ----------------- | -------- | --------- |
| SCO Angers     | (a)1:1(a) | Racing Strasbourg | 1:1      | 0:0       |

| Division 1   | Gesamt | Division 2        | Hinspiel | Rückspiel |
| ------------ | ------ | ----------------- | -------- | --------- |
| Stade Rennes | 1:4    | Racing Strasbourg | 0:0      | 1:4       |